# Hedersguldbaggen

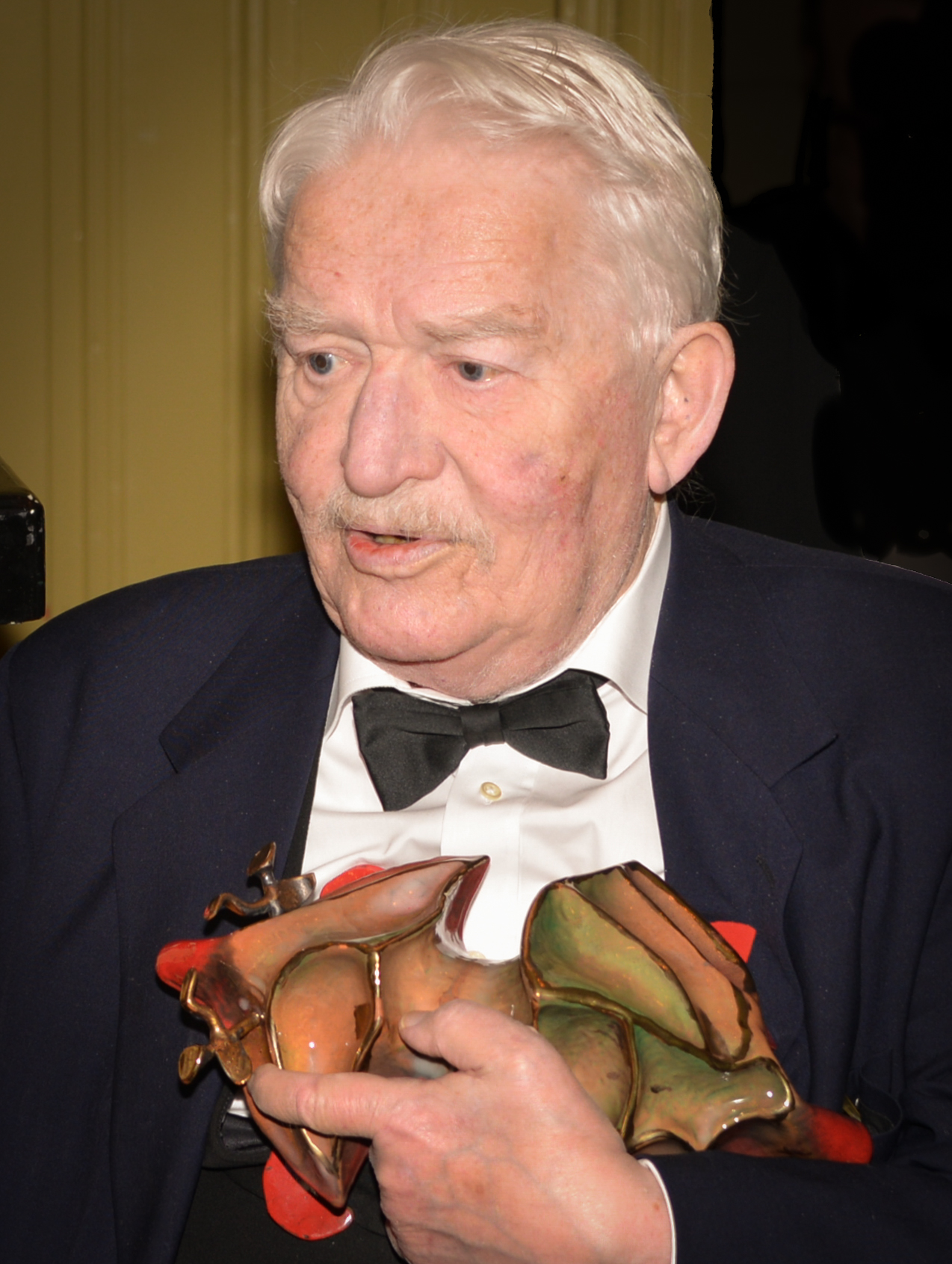
Hans Alfredson tar emot en hedersguldbagge vid Guldbaggegalan 2013 på Cirkus i Stockholm.

Hedersguldbaggen är ett svenskt filmpris som årligen delas ut på Guldbaggegalan. 
Priset har delats ut sedan den den 36:e Guldbaggegalan, "för lång och trogen tjänst inom svensk film”. Vinnaren utses, utan föregående nominering, av Svenska Filminstitutets styrelse. 

## Prismottagare

### 2000-talet
| År          | Pristagare           | Yrke                                                                            |
| ----------- | -------------------- | ------------------------------------------------------------------------------- |
| 2000 (36:e) | Annalisa Ericson     | Skådespelare, dansös och revyartist                                             |
| 2001 (37:e) | Gunnel Lindblom      | Skådespelare och regissör                                                       |
| 2002 (38:e) | Gunnar Fischer       | Filmfotograf, regissör och författare                                           |
| 2003 (39:e) | Erland Josephson     | Skådespelare, regissör och författare samt chef för Dramaten 1966–1975          |
| 2004 (40:e) | Sickan Carlsson      | Skådespelare och sångerska                                                      |
| 2005 (41:a) | Anita Björk          | Skådespelare och professors namn 2001                                           |
| 2006 (42:a) | Nils Petter Sundgren | Filmkritiker, programledare, kulturjournalist, litteraturvetare och översättare |
| 2007 (43:e) | Gösta Ekman          | Regissör och skådespelare                                                       |
| 2008 (44:e) | Harriet Andersson    | Skådespelare                                                                    |
| 2009 (45:e) | Waldemar Bergendahl  | Filmproducent och manusförfattare                                               |

### 2010-talet
| År          | Pristagare         | Yrke                                                                                            |
| ----------- | ------------------ | ----------------------------------------------------------------------------------------------- |
| 2010 (46:e) | Mona Malm          | Skådespelare                                                                                    |
| 2011 (47:e) | Inga Landgré       | Skådespelare                                                                                    |
| 2012 (48:e) | Hans Alfredson     | Komiker, filmskapare, författare, skådespelare, dramatiker, regissör, scenograf och översättare |
| 2013 (49:e) | Kalle Boman        | Professor i filmisk gestaltning och filmproducent                                               |
| 2014 (50:e) | Liv Ullmann        | Skådespelare och regissör                                                                       |
| 2015 (51:a) | Birgitta Andersson | Skådespelare                                                                                    |
| 2016 (52:a) | Katinka Faragó     | Scripta och filmproducent                                                                       |
| 2017 (53:e) | Stig Björkman      | Filmkritiker, regissör och översättare                                                          |
| 2018 (54:e) | Yvonne Lombard     | Skådespelare                                                                                    |
| 2019 (55:e) | Lasse Åberg        | Grafisk designer, filmregissör, skådespelare, konstnär                                          |

### 2020-talet
| År          | Pristagare      | Yrke                          |
| ----------- | --------------- | ----------------------------- |
| 2020 (56:e) | Sten Ljunggren  | Skådespelare                  |
| 2021 (57:e) | Suzanne Osten   | Manusförfattare, filmregissör |
| 2022 (58:e) | Björn Gustafson | Skådespelare                  |
| 2023 (59:e) | Marie Göranzon  | Skådespelare                  |
| 2024 (60:e) | Lasse Hallström | Regissör                      |